# ホワイト・ポニー
『ホワイト・ポニー』（White Pony）は、アメリカのオルタナティヴ・メタル・バンド、デフトーンズのサード・アルバム。2000年6月20日発売。CD EXTRA仕様。

## 制作
前作『アラウンド・ザ・ファー』から参加したフランク・デルガドが本作から正式メンバーとして加入、前作と同じくサンプリングやサウンドエフェクトを担当した。カリフォルニア州サウサリートのレコード・プラント・スタジオにてレコーディング。アルバムは当初、1999年の夏頃にリリースされる予定だったが、1年後に延期された。前作がリリース後しばらくしてから人気に火が付き、ブラック・サバスの全米ツアー・サポートやヘッドラインによるショート・ツアー、全豪ツアーなど再びツアーに出る状況になったことと、前作の高評価に自信を付け、よりアルバムを満足行く状態になるまで煮詰められるようになったからだとバンドは説明している。
ギタリストのステファンは「良いものができた時に出せばいい。良い曲を書き、満足の行く内容のアルバムを作ることの方が、シングル・ヒットを出すこととか、TVやラジオに出演することより大切なことだと思う。良いものを作って、ファンがそれを気に入ってくれることが、俺たちにとって何よりも嬉しいことだから」と発言している。ボーカルのチノも「レコーディング中はいろいろアイデアが浮かび、それがアルバムの中でどういう形になっていくのか見えずに不安になったりして完成するまでどうなるか分からなかったけど、最終的にとても納得できるものになり、更なる自信が持てたよ」と続けている。

## 概要
それまでのギターリフ重視のヘヴィなニュー・メタル路線から大きく方向転換し、「静」と「動」のコントラストを強調した作品となった。ニュー・ウェイヴ、ドリーム・ポップ、トリップ・ホップ、シューゲイザーなどからの影響をうかがわせるサウンドで、バンドのターニング・ポイントとなった作品として評価が高い一作である。チノは本作からリズムギターを担当、ボーカル面では今までのラッピングよりも歌を重視しており、「今は昔ほど、ラップすることに興味を感じない。10代の頃はヒップホップが俺のすべてだったけど、だんだん他の音楽を聴いたり、自分で曲を書いたりしているうちに、他のボーカル・アプローチのほうに興味が湧いてきた」と語っている。収録曲「パッセンジャー」ではトゥールのフロントマンとして知られるメイナード・ジェームス・キーナンがボーカルでゲスト参加している。
リイシュー盤に収録されている「バック・トゥ・スクール（ミニ・マギット）」は「ピンク・マギット」にラップのパートを加え新たにリミックスしたものである。チノによるとこの曲は『ホワイト・ポニー』のリリース後レコード会社の希望で作った曲だとしている。シングルカットをする際に、ヘヴィなサウンドが減退したと感じたレコード会社は彼らにシングルカットにふさわしい曲を作るように要請したが、その際にチノは「あのクソ野郎たちにヒット・シングルを作ることがどれだけ簡単かを見せてやろう」と思い立ち、「ピンク・マギット」にラップの歌詞をのせて再編集し、30分でその「ヒット・シングル」は完成したのだという。

## 評価
『オルタナティヴ・プレス』誌は2000年のベスト・アルバム・リストの2位、2010年には2000年代で最も影響力のあるアルバム・トップ10に選出。『ケラング!』誌は2000年のベスト・アルバム・リストの3位に本作を選出。
収録曲「エリート」は2001年の第43回グラミー賞の最優秀メタル・パフォーマンス賞を受賞した。また本作はバンド至上最も売れたアルバムでもあり、全米チャート3位、全豪チャート2位を記録。2002年にプラチナディスクを獲得した。

## 収録曲
特筆ない限り全曲デフトーンズによる作詞作曲
1. フェイティセイラ - "Feiticeira" - 3:09
2. デジタル・バス - "Digital Bath" - 4:15
3. エリート - "Elite" - 4:01
4. RX クイーン - "Rx Queen" - 4:27
5. ストリート・カープ - "Street Carp" - 2:41
6. ティーンエイジャー - "Teenager" - 3:20
7. ナイフ・パーティ - "Knife Prty" - 4:49
8. コリア - "Korea" - 3:23
9. パッセンジャー - "Passenger" （デフトーンズ、メイナード・ジェームス・キーナン） - 6:08
10. チェンジ (イン・ザ・ハウス・オブ・フライズ) - "Change (In the House of Flies)" - 5:01
11. ピンク・マギット - "Pink Maggit" - 7:38
12. ザ・ボーイズ・リパブリック - "The Boy's Republic" - 4:38 ※限定版ボーナス・トラック

### リイシュー・エディション
1. バック・トゥ・スクール（ミニ・マギット） - "Back to School (Mini Maggit)" - 3:57
2. フェイティセイラ - "Feiticeira" - 3:09
3. デジタル・バス - "Digital Bath" - 4:15
4. エリート - "Elite" - 4:01
5. RX クイーン - "Rx Queen" - 4:27
6. ストリート・カープ - "Street Carp" - 2:41
7. ティーンエイジャー - "Teenager" - 3:20
8. ナイフ・パーティ - "Knife Prty" - 4:49
9. コリア - "Korea" - 3:23
10. パッセンジャー - "Passenger" - 6:08
11. チェンジ (イン・ザ・ハウス・オブ・フライズ) - "Change (In the House of Flies)" - 5:01
12. ピンク・マギット - "Pink Maggit" - 7:38

## 参加ミュージシャン
- チノ・モレノ - ボーカル、リズムギター
- ステファン・カーペンター - リードギター
- チ・チェン - ベース
- エイブ・カニンガム - ドラムス
- フランク・デルガド - サンプリング、エレクトロニクス

### アディショナル・ミュージシャン
- ロドリーン・ゲットシック - アディショナル・ボーカル (「Knife Prty」)
- メイナード・ジェームス・キーナン - リード・ボーカル (「Passenger」)
- スコット・ウェイランド - アディショナル・ボーカル (「Rx Queen」ノンクレジット)